# Małe Łunawy
Małe Łunawy (niem. Klein Lunau) – wieś w Polsce położona w województwie kujawsko-pomorskim, w powiecie chełmińskim, w gminie Chełmno.

## Nazwa
Według Haliny Turskiej nazwa wsi może być pozostałością po zamieszkujących ten obszar Prusach. Jako porównanie podaje miejscowość Łunowo (powiat braniewski), która w XIII w. występować miała pod nazwą Lunawe (później niem. Lunau i pol. Lunawa). Sugeruje, że nazwa Łunawy mogłaby być spokrewniona z lit. liunas (pol. moczar, bagno), które odpowiadałoby położeniu wsi (na obszarach podmokłych).
Aktualna nazwa wsi została wprowadzona w celu łatwiejszego rozróżniania dwóch wsi o tej samej nazwie - Wielkie Łunawy i Małe Łunawy. 

## Podział administracyjny
| SIMC    | Nazwa         | Rodzaj                           |
| ------- | ------------- | -------------------------------- |
| 1028130 | Nad Szosą     | część wsi (zniesiona 01.01.2023) |
| 1028147 | Ostatni Rząd  | część wsi (zniesiona 01.01.2023) |
| 1028160 | Środkowy Rząd | część wsi (zniesiona 01.01.2023) |

W latach 1939–1945 położona była w okręgu Rzeszy Gdańsk-Prusy Zachodnie, w rejencji bydgoskiej (Regierungsbezirk Bromberg), w powiecie Chełmno (Kreis Kulm).
W latach 1975–1998 miejscowość administracyjnie należała do województwa toruńskiego.

## Historia
Wieś założona w 1604 roku, zasiedlona przez mennonitów, nazwanych Olędrami (lub Holendrami). Zasiedlili oni obszar wydzierżawiony (elokowany) mieszczaom chełmińskim w 1602 , najpewniej przez biskupa chełmińskiego. Wieś miała zostać wzniesiona jako rzędówka (wg. G. Mazur określona jako rzędówka bageinna).  
Ok. 1727 wieś miała zostać zasiedlona na nowo przez olenderkich osadników, wprowadzając na nowo osadnictwo na prawie niemieckim, z naciskiem na wprowadzenie renty czynszowej. Małe Łunawy były jedną z wsi, które powstała do końca XVIII w. w skuetk licznych elokacji prowadzoanych od 1602, a jej obszar najpewniej ulegał modyfiakcjom na skutek elokacji z lat 1652, 1702, 1752 (poprawionej w 1756) i ostatniej z 1802. Na obszarze objętym elokacją, rozcjągającym się od północnych granic miasta aż po wsie Kolno, Kolenko, Podwiesk i Wielkie Łunawy (z wyłączeniem Nowej Wsi Chełmińskiej). W roku 1781 podjęto działania mające na celu osuszenie tamtejszych bagien oraz terenów podmokłych. Wieś w okresie XVII i XVIII w. w całości lub w znacznej części została wydzierżawiona Olendrom przez chełmińskich mieszczan. 
W 1898 roku wybudowano szkołę. Miejscowość też była wymieniana jako Łunawki . W czasie Cesarstwa Niemieckiego, miejscowść podlegała parafii w Wabczu, szkołę w Paparzynie oraz pod stację pocztową w Trzebiełuchu. Pochodzący z Małych Łunaw G. Görzow (lub Goerzow) w 1897 zakupił chełmińską drukarnię od wdowy po Karolowi Fryderykowi Brandtacie (Karl Friedrich Brandt). 
Na mapach od ok. 1906 występuje już jako Klein Lunau.
W okresie międzywojennym, w powiecie chełmińskim działać miała komórka Komunistycznej Partii Polski zorganizowana przez niejakiego Józefa Jarząbkowskiego z Wałdowa Królewskiego. Powodem do zorganizowania siatki KPP miały być problemy ekonomiczne wywołane Wielkim Kryzysem. Po utrwaleniu się oddziału w Chełmnie rozpoczęto działania mające na celu rozbudowę organizacji. Jedną z miejscowości, w której zaczęto proawdzić działalność propagandową były Małe Łunawy. Miało udać im się zwerbować do KPP niejakiego Antoniego Chmielewskiego, któremu miano powieżyć zadanie stworzenia komórki Partii we wsi. W związku z tym kontaktować się miał z S. Kaźmierczykiem, M. Kucem oraz B. Brandtem. Działania policji zatrzymały rozwój KPP. 
W latach 1939 - 1942 dotychczasową nazwą wsi było Klein Lunau, lecz po przeprowadzonej zamianie nazw miejscowości w Okręgu Rzeszy Gdańsk-Prusy Zachodnie, w latach 1942 - 1945 nazywała się Kleinlunau. W czasie II wojny śwatowej posiadała status wieś. W ramach akcji eksterminacyjnej prowadzonej przez Selbstschutz 24 listopada 1939 we wsi Klamry został rozstrzelany nauczyciel z Małych Łunaw - Kazimierz Klemański.
Według infromacji przekazanych przez władze PRL, na terenie wsi w 1946 r., stacjonujący od 1945 r. na Pomorzu (w tekście w Borach Tucholskich), Łupaszka wraz ze swoją bandą miał dokonać zabójstwa na funkcjonariuszu Milicji Obywatelskiej Wacławie Jankowskim.
W latach 60. XX w., w związku ze zbliżającaymi się z obchodami XX-lecia Polski Ludowej oraz ze zbliżającymi się obchodami Tysiąclecia Państwa Polskiego rozbudowanie podległa szkoła znajdująca się we wsi. Oficjalnymi powodami były zbliżające się obchody, jak i potrzeba stworzenia więlszej przestrzeni do nauki. Przez propagandę PRLu został wykorzystany do ukazania tego jako symbol ofiarności społeczeństwa (głównie z ofiranością na rzecz Społecznego Funduszu Budowy Szkół) oraz jako czynu społecznego związany z odezwą Ogólnopolskiego Komitetu Frontu Jedności Narodu oraz ww. obchodów.

## Demografia i powierzchnia
W 1773 miejscoowść zamieszkana miała być przez 173 mieszkańców (lub 167), a jej powierzchnia wynosić miała 14 łanów i 29 mórg.
W 1884, według G. Mazur utorzsamiającej Łunawy Polskie (Łunawy Szlacheckie) z obecnymi Małymi Łunawami, wieś zamieszkana miała być przez 84 osoby (63 ewangelików i 21 katolików), a jej obszar wynosił 3277 mórg. Znajdowało się tam 15 budynków, w tym 7 domów mieszkalnych . 
W 1921 wieś zamieszkiwać miało 252 osób, z czego ok. 8 osób było innego wyznania, a w samej miejscowości znajdować się miało 55 budynków.
Według danych Prezydium Powiatowej Rady Narodowej w Chełmnie oraz Powiatowego Inspektoratu Statystycznego w Chełmnie (31 XII 1966 r.) sołectwo Małe Łunawy (wraz z Wielkimi Łunawami) było zamieszkiwane przez 366 mieszkańców. Czyniło ją wtedy szóstą największą wsią w gromadzie Dolne Wymiary. W 1966 r. powierzchnia wsi (wraz z Wielkimi Łunawami) wynosiła 11,3 km2.

Według Narodowego Spisu Powszechnego (III 2011 r.) wieś liczyła 188 mieszkańców. Jest szesnastą co do wielkości miejscowością gminy Chełmno.

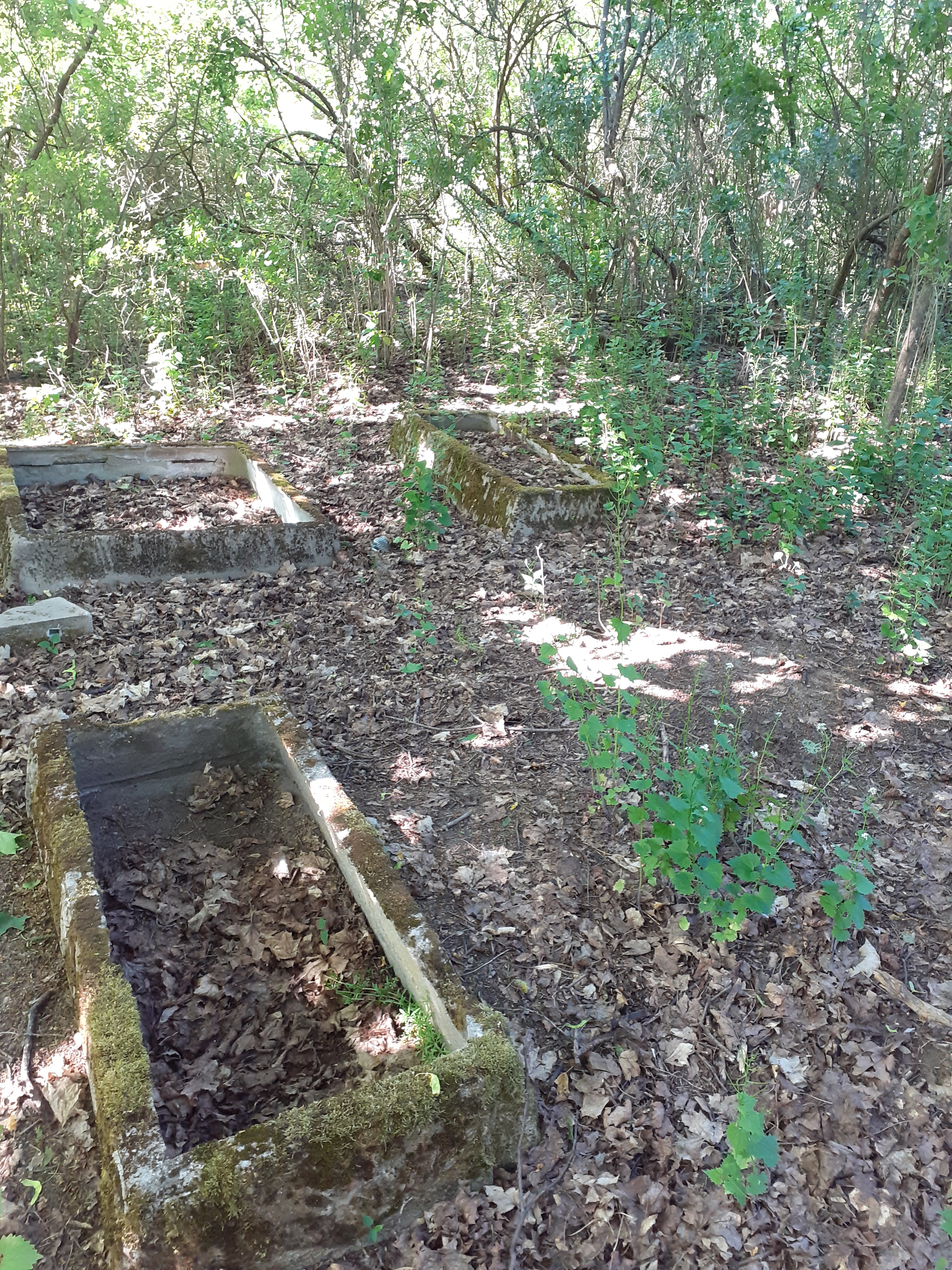
Zaniedbany cmentarz ewangelicki w Małych Łunawach

## Zabytki
Według rejestru zabytków NID na listę zabytków wpisany jest cmentarz ewangelicki z połowy XIX w., nr rej.: 539 z 1.06.1987. Budynek starej szkoły 1898 r.

## Linki zewnętrznne
- M. Biskup, Dzieje Chełmna i jego regionu - digitalizacja Biblioteka Uniwersytecka w Toruniu [dostęp: 2025-02-02].

- Łunawy [w:] Słownik geograficzny Królestwa Polskiego i innych krajów słowiańskich. T. V, red. B. Chlebowski, W. Walewski, Warszawa 1886.